# Posse do presidente dos Estados Unidos

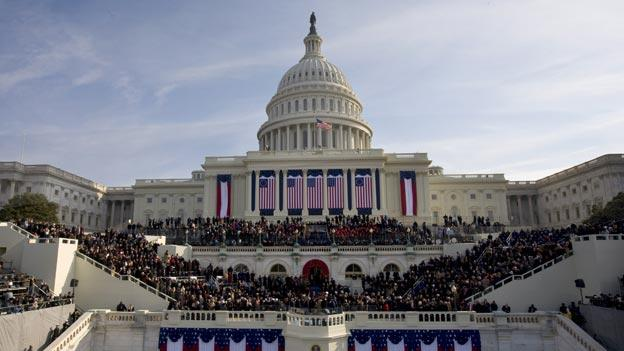
Dignitários nas escadarias do Capitólio dos Estados Unidos durante a Posse de Barack Obama em 2009.

A Posse do presidente dos Estados Unidos  é um evento cerimonial que marca o início de um novo mandato de quatro anos para o cargo de presidente dos Estados Unidos.
O dia da posse presidencial  é conhecido como "o Dia de Inauguração" (ou em inglês "Inauguration Day") e ocorre em 20 de janeiro, exceto se cai em um domingo, a posse então é adiada para o dia 21. Antes a posse ocorria em 4 de março, a última inauguração a ocorrer nesta data foi a de Franklin D. Roosevelt em 1933.
A mais recente cerimônia pública de inauguração presidencial, foi a tomada de posse do presidente Joe Biden, no dia 20 de Janeiro de 2021.
Na cerimônia todos os presidentes devem prestar o seguinte juramento segundo o Artigo II, Seção 1 da Constituição dos Estados Unidos:
| “ | Eu fulano de tal juro solenemente que executarei fielmente o cargo de Presidente dos Estados Unidos, e com o melhor de minha capacidade, preservarei, protegerei e defenderei a Constituição dos Estados Unidos. Que Deus me ajude. | ” |

Das presidências de Andrew Jackson até a de Jimmy Carter, a posse presidencial ocorria no Pórtico Leste do Capitólio dos Estados Unidos. Desde 1981, no entanto, com a posse de Ronald Reagan, a cerimônia têm sido realizada na fachada oposta do prédio contando também com o extenso National Mall. As posses de William Howard Taft, em 1909, e Reagan, em 1985, foram realizadas a portas fechadas por conta do frio rigoroso. Somente em duas ocasiões, na Guerra de 1812 e na Segunda Guerra Mundial, as cerimônias de posse foram realizadas fora de Washington, D.C., por questões de segurança.
Na posse de George Washington, o juramento foi conduzido por Robert Livingston, então Chanceler de Nova Iorque e pelo juiz William Cushing em 1789 e 1793, respectivamente. Desde a posse de John Adams, o juramento têm sido conduzido por um chefe de justiça.

## Cerimônias de posse
A cerimônia de posse do primeiro presidente estadunidense, George Washington, ocorreu em 30 de abril de 1789 no Federal Hall, em Nova Iorque. O juramento de Washington foi conduzido por Robert Livingston, então Chanceler do estado de Nova Iorque. Em 1801, Thomas Jefferson tornou-se o primeiro presidente a ser empossado na recém-declarada capital federal, Washington, D.C. O dia reservado para posses presidenciais era 4 de março, quatro meses após o Dia de Eleição, até a emenda constitucional de 1933 alterando a data para 20 de janeiro seguinte ao ano de eleição.
As celebrações envolvendo a posse em larga escala costumam durar em torno de dez dias, cinco dias antes do dia de posse e cinco dias após. Contudo, em 1973, as celebrações pela segunda posse de Richard Nixon foram minimizadas pelo falecimento do ex-presidente Lyndon B. Johnson dois dias após a posse. Os festejos populares tiveram fim com os preparativos para o funeral de Estado de Johnson. Por conta das estruturas montadas para a posse de Nixon, o cortejo fúnebre de Johnson passou pelas escadarias da Ala do Senado rumo à Rotunda do Capitólio.
O Dia de Inauguração é um feriado federal observado somente pelas organizações e instituições públicas do Distrito de Colúmbia e dos condados de Montgomery e Prince George's, em Maryland. Os condados de Fairfax e Arlington, na Virgínia, e as cidades de Alexandria e Fairfax possuem a data como ponto facultativo. As leis trabalhistas locais não preveem remuneração a trabalhadores que executem suas funções no dia de posse nessas regiões.

### Organização

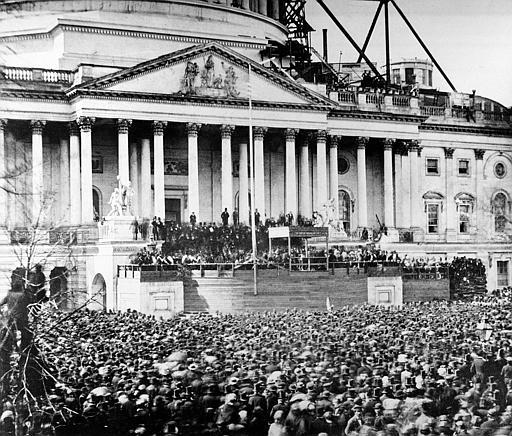
A posse presidencial de Abraham Lincoln ocorreu em meio à construção da cúpula do Capitólio dos Estados Unidos, em 4 de março de 1861.

Desde 1901, todas as cerimônias de posse presidencial têm sido realizadas no Capitólio dos Estados Unidos e organizadas pelo Comitê Congressional Conjunto de Cerimônias de Posse.
Por conta da condição do Presidente de comandante em chefe do país, as Forças Armadas desempenham papel crucial nas cerimônias de posse. Desde a primeira posse de Dwight D. Eisenhower, em 1953, a participação das forças militares do país têm sido coordenadas pelo Comitê Inaugural das Forças Armadas. Usualmente, bandas militares realizam performances de hinos tradicionais e oficiais durante algum ponto do cerimonial. 
O Comitê de Inauguração Presidencial é a entidade legal que aplica e transfere os fundos orçamentários para eventos que não os da cerimônia, como bailes e jantares oficiais em nome do novo governo.

### Local
A maioria das cerimônias de posse foram realizadas no Capitólio dos Estados Unidos, sede do Congresso dos Estados Unidos desde a transferência da capital federal para Washington, D.C. George Washington foi empossado primeiramente no Federal Hall, em Nova Iorque, e posteriormente no Congress Hall, na Filadélfia. Adams também foi empossado no Congress Hall. Thomas Jefferson, por sua vez, teve suas duas posses no Capitólio em Washington, D.C. Devido aos trabalhos de restauração do Capitólio, a posse de James Monroe ocorreu no "Antigo Capitólio", onde hoje se situa o Edifício da Suprema Corte. A posse de Franklin D. Roosevelt foi realizada na Casa Branca. Dependendo das condições climáticas, a cerimônia pode ser realizada no interior ou exterior do Capitólio.
As cerimônias externas foram realizadas na fachada leste do Capitólio por longos anos. Em junho de 1980, o Comitê de Cerimônias de Posse decidiu transferir os festejos para a fachada ocidental do prédio, por questões de economia e maior espaço para espectadores, já que se poderia fazer uso também do National Mall. Ronald Reagan foi o primeiro presidente empossado no lado oeste do Capitólio em janeiro de 1981. À época, sua decisão foi divulgada como "lenda urbana" de que o presidente quis ser empossado na direção de seu estado natal, a Califórnia.

### Data

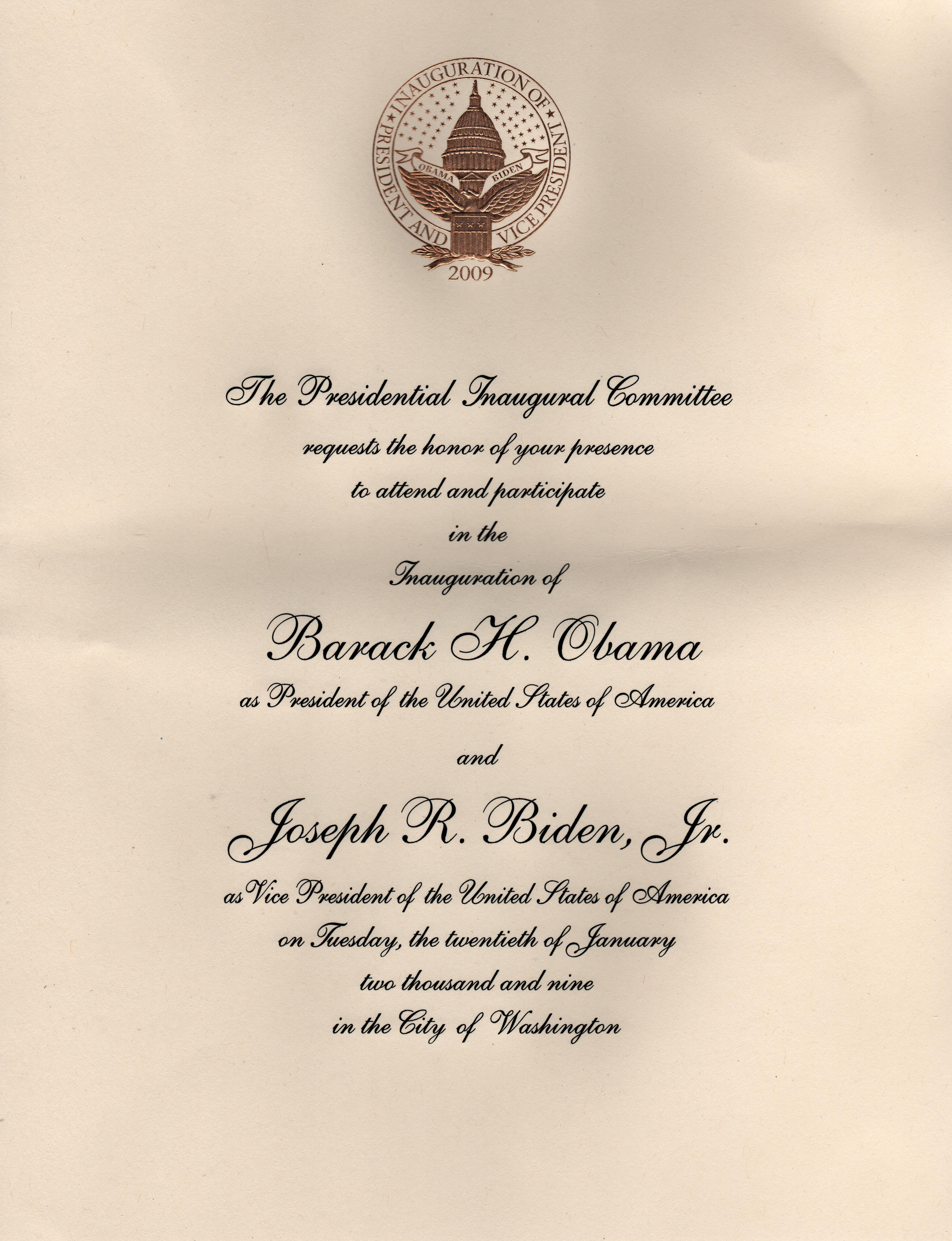
Convite à Posse de Barack Obama em 2009. Inúmeras celebridades receberam exemplares, como Oprah Winfrey e Muhammad Ali.

A primeira posse presidencial ocorreu em 30 de abril de 1789, quando Washington realizou seu primeiro discurso à nação. De 1793 a 1933, a posse ocorreu invariavelmente em 4 de março, data de aniversário da Constituição dos Estados Unidos. Uma exceção foi quando a data caiu num dia de domingo, causando a transferência da cerimônia para o dia seguinte. Isto ocorreu em quatro ocasiões com quatro presidentes diferentes: James Monroe, Zachary Taylor, Rutherford B. Hayes e Woodrow Wilson, todos empossados em 5 de março. A Vigésima Emenda à Constituição previu uma alteração da data para o dia 20 de janeiro, a partir de 1937.

### Comparecimentos
Além do grande público presente, os convidados oficiais à cerimônia de posse incluem Membros do Congresso, oficiais da Suprema Corte, oficiais e representantes das Forças Armadas, presidentes anteriores, recipientes da Medalha de Honra e outros dignitários.
Os presidentes em mandato costumam comparecer às cerimônias de posse de seus sucessores. No entanto, por quatro vezes isto não ocorreu:
- John Adams não compareceu à posse de Thomas Jefferson.
- John Quincy Adams não compareceu à posse de Andrew Jackson.
- Andrew Johnson não compareceu à posse de Ulysses Grant.
- Donald Trump não participou da cerimônia de posse de Joe Biden.

## Elementos cerimoniais
O procedimento cerimonial de posse é regido em grande parte pelo Comitê de Transição do que pela Constituição, sendo que o único ato solenemente exigido pela carta magna é o juramento de posse (que pode ser realizado em qualquer local do território estadunidense, na presença de qualquer testemunha e antes do início do mandato do presidente a ser empossado). Tradicionalmente, o presidente-eleito chega à Casa Branca e parte para o Capitólio na companhia do presidente incumbente. Ao longo da história do país, somente três presidentes recusaram-se a acompanhar o presidente-eleito: John Adams, John Quincy Adams e Andrew Johnson. O juramento é prestado ao meio-dia do horário local, sendo conduzido pelo Chefe de Justiça dos Estados Unidos.
Na imagem ao lado, vê-se os juramentos de George Washington (em 1789), Ronald Reagan (em 1985), Bill Clinton (em 1993), George W. Bush (em 2001) e Barack Obama (em 2009).

### Juramento de posse
Desde 1937, o Vice-presidente-eleito presta juramento de posse na mesma ocasião em que o Presidente-eleito. Anteriormente, o juramento do vice-presidente era conduzido perante o Senado. Ao contrário do presidente, o juramento do vice-presidente não é prevista constitucionalmente. Diversas variações do juramento têm sido aplicadas desde a primeira posse em 1789; o texto atual é o mesmo citado por senadores, representantes e oficiais do governo federal norte-americano em suas respectivas posses:
| “ | Eu (nome completo) juro solenemente que apoiarei e defenderei a Constituição dos Estados Unidos de todos os inimigos, estrangeiros e domésticos; que carregarei verdadeira fé e lealdade à mesma; que assumirei este encargo livremente, sem nenhuma reserva mental ou pretensão de evasão; e que desempenharei fielmente os deveres do ofício o qual estou prestes a assumir. Que Deus me ampare. | ” |

Logo em seguida ao juramento do vice-presidente, a Banda dos Fuzileiros Navais dos Estados Unidos performa quatro plissados e floreios e o hino Hail Columbia.
Ao meio-dia, o novo mandato presidencial têm início. Neste momento, o presidente-eleito presta seu juramento de posse, tradicionalmente conduzido pelo Chefe de Justiça do país e com a imposição de mãos sobre um exemplar da Bíblia. O presidente-eleito recita o texto determinado pelo Artigo II, Seção 1 da Constituição:
| “ | Eu (nome completo) solenemente juro que vou executar fielmente o cargo de Presidente dos Estados Unidos, e com o melhor de minha capacidade, preservarei, protegerei e defenderei a Constituição dos Estados Unidos. | ” |

De acordo com o biógrafo e historiador Washington Irving, George Washington acrescentou as palavras "e que Deus me ajude" ao prestar seu juramento em 1789. O fato é confirmado por Donald Kennon, historiador-chefe da Sociedade Histórica do Capitólio. Contudo, a única fonte contemporâneo sobre o juramento de Washington carece do código religioso. O primeiro jornal a reportar as palavras ditas num juramento de posse presidencial, o de Chester Arthur em 1881, repete o método "pergunta-resposta" onde as palavras "que Deus me ajude" são de escolha pessoal do presidente-eleito e não integram o texto constitucional. Contudo, a data em que foi aceito o modelo atual é desconhecida.

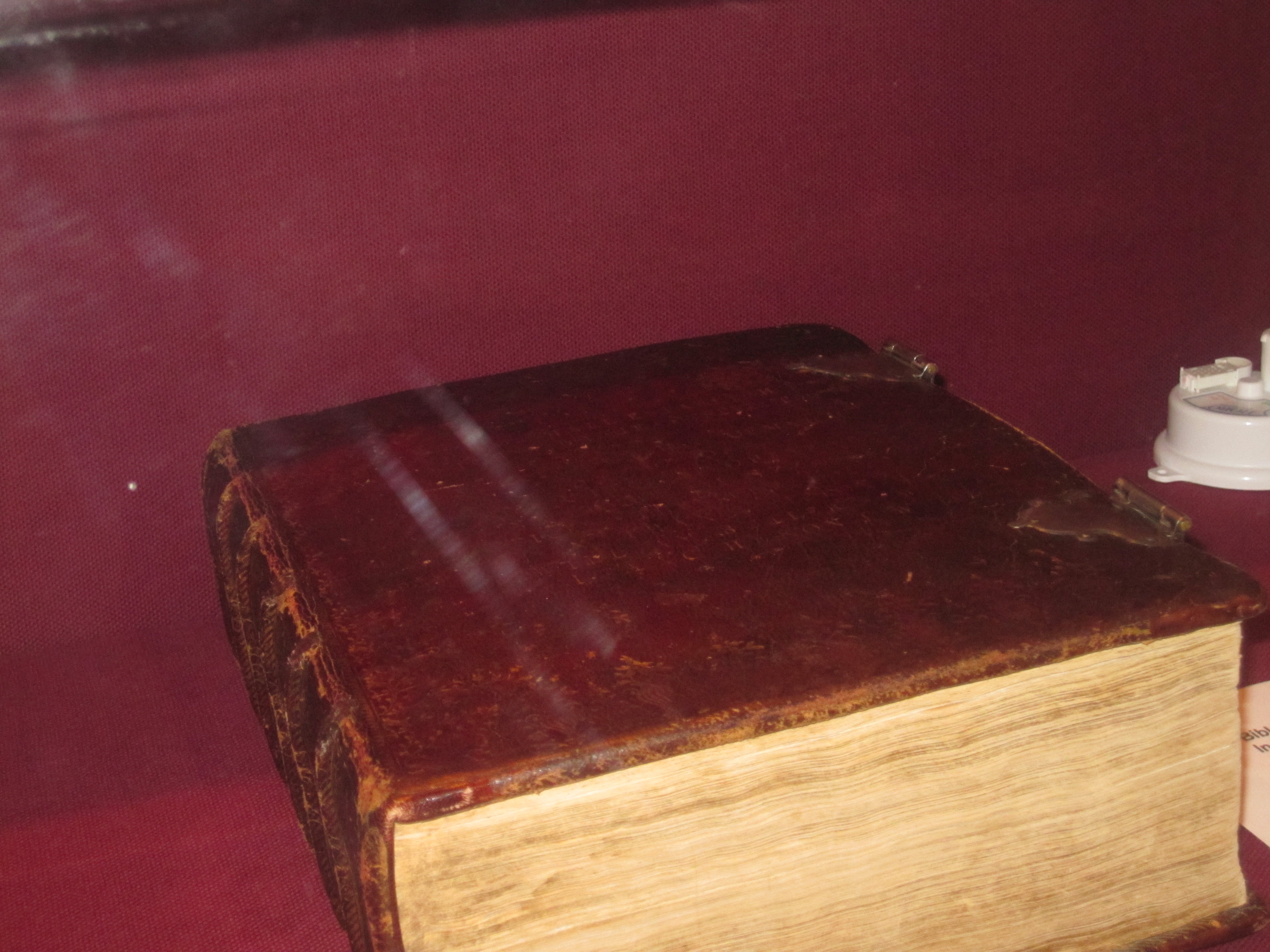
A "Bíblia de Washington", utilizada em quatro juramentos de posse.

A Constituição não prevê que nenhum livro ou texto específico seja utilizado durante o juramento. Como o uso de Bíblias tornou-se comum em estâncias públicas do governo estadunidense no século XIX, o hábito acabou tornando-se uma tradição da posse presidencial. Vários presidentes fizeram uso da "Bíblia de Washington", uma Bíblia do Rei Jaime atualmente em propriedade da Grande Loja de Nova Iorque, que foi utilizada primeiramente pelo respectivo presidente. Em outras ocasiões, o presidente-eleito optou somente pela leitura de uma passagem bíblica específica. Em contrapartida, John Quincy Adams prestou seu juramento sobre um livro de leis. Em 1963, Lyndon B. Johnson utilizou um Missal Romano pertencente à John Kennedy durante seu juramento a bordo do Força Aérea Um. O 14º presidente, Franklin Pierce, apesar de episcopal, não jurou sobre nenhum documento. Barack Obama fez uso da famosa "Bíblia de Lincoln" em suas duas posses presidenciais (2009 e 2013). Em 2013, Obama também utilizou uma Bíblia que pertenceu à Martin Luther King, Jr.
Ao longo da história da presidência estadunidense, o juramento presidencial foi conduzido por quinze chefes de justiça, um juiz associado e dois juízes estaduais.
Logo após o juramento de posse do presidente, a Banda de Fuzileiros Navais dos Estados Unidos performa plissados e floreios, seguindo pelo tradicional hino Hail to the Chief, enquanto um regimento do Exército dispara uma salva de 21 tiros de canhão ao norte do Capitólio.

### Discurso inaugural
Geralmente, o presidentes recém-empossados proferem um discurso conhecido como "discurso inaugural". Até o primeiro discurso inaugural de William McKinley, em 1897, o presidente-eleito costumava discursar antes de prestar seu juramento; MicKinley foi quem contestou a sequência por desejar reiterar as palavras do juramento durante seu discurso. John Tyler, Millard Fillmore, Andrew Johnson e Chester A. Arthur não realizaram discurso, reportando-se somente ao Congresso quatro meses após a posse. Gerald Ford discursou ao povo estadunidense por televisão após prestar seu juramento apesar de considerar seu próprio discurso como "uma pequena conversa entre amigos". Cinquenta e quatro discursos foram proferidos por trinta e sete presidentes. O segundo discurso de George Washington é ainda hoje considerado o mais breve, com apenas 135 palavras, enquanto William Henry Harrison proferiu mais de 8.400 palavras em sua posse.

### Orações e poemas

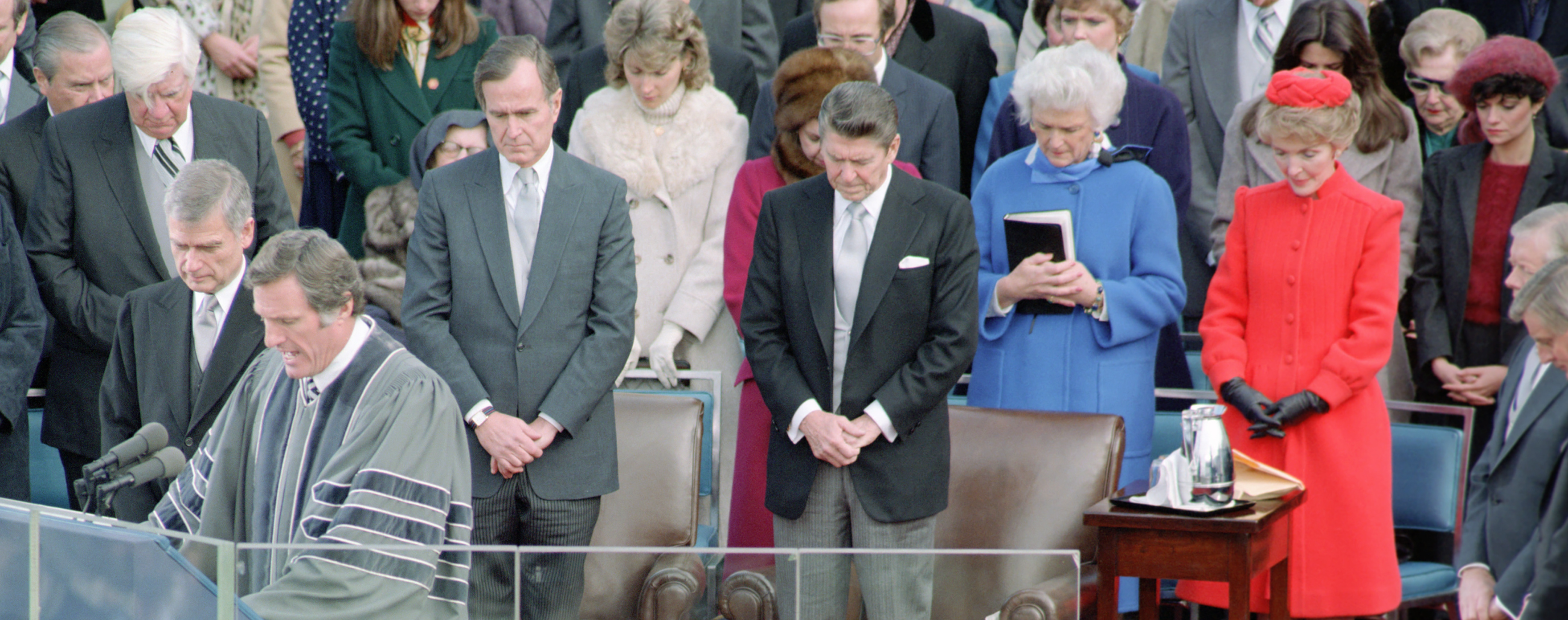
Reverendo Donn Moomaw realiza invocação durante a posse de Ronald Reagan, em 1981.

Desde 1937, a posse presidencial têm incluído pelo menos um momento de oração conduzido por clérigos. Desde 1933, o Presidente-eleito comparece a um serviço religioso público ou privado, geralmente celebrado na manhã do dia de posse. Em algumas posses, no entanto, por conta da quantidade de afluentes, os serviços religiosos são reservados para dias distintos ao da cerimônia.

## Outros eventos

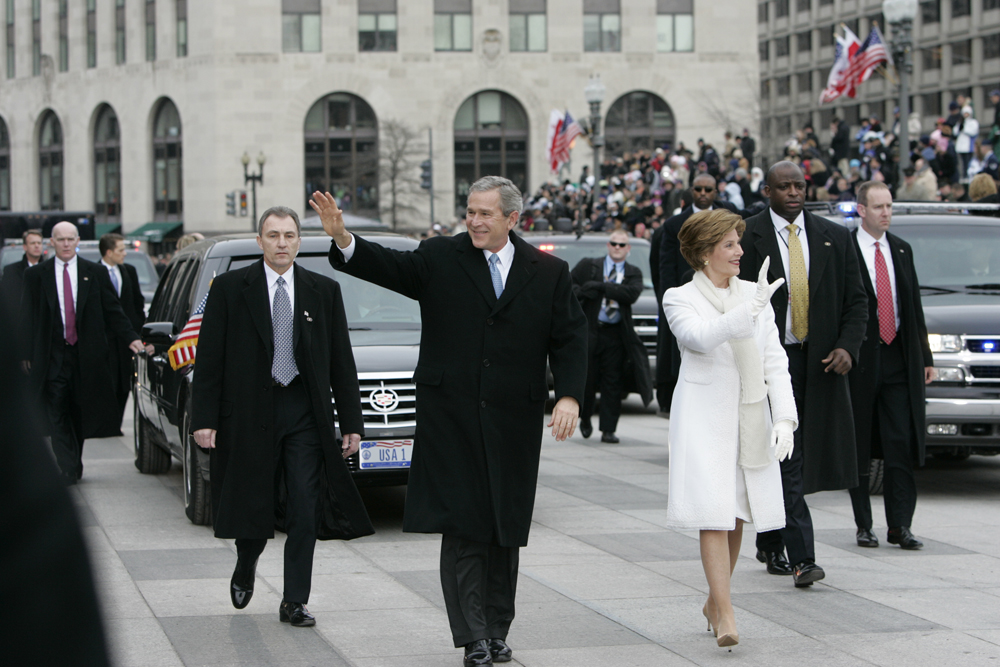
George W. Bush e Laura Bush lideram a procissão presidencial após o juramento de posse no Capitólio, 2005.

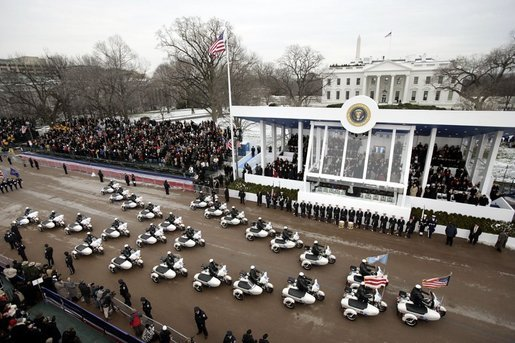
O Desfile Inaugural diante da Casa Branca, 2005.

### Almoço oficial
Desde 1953, o Presidente e Vice-presidente recebem convidados de honra num almoço oficial oferecido pela liderança do Congresso logo após a cerimônia de posse. O almoço ocorre no Salão das Estátuas do Capitólio (National Statuary Hall) e é organizado pelo Comitê Conjunto de Cerimônias de Posse. A liderança de ambas as casas do Congresso (Senado e Câmara dos Representantes), assim como a equipe presidencial recém-empossada comparecem ao almoço. Por tradição, o presidente e vice-presidente anteriores não comparecem, geralmente por já terem deixado a capital nacional.

### Procissão Presidencial
Desde a segunda posse de Thomas Jefferson, em 4 de março de 1805, tornou-se uma tradição o presidente desfilar pela Avenida Pensilvânia desde o Capitólio até a Casa Branca. Até hoje, o único presidente a não realizar a procissão presidencial foi Ronald Reagan em sua segunda posse (1985) por conta do inverno rigoroso que atingiu o Distrito de Colúmbia. Reagan desfilou pela Avenida Pensilvânia durante sua primeira posse, em 1981, em meio à euforia popular por conta da liberação de 52 reféns estadunidenses no Irã - notícia divulgada minutos após seu juramento de posse. Em 1977, Jimmy Carter caminhou todo o percurso do Capitólio até a Casa Branca, apesar de que por medidas de segurança, a maioria dos presidentes optam por realizar somente uma seção da caminhada.

### Desfile Inaugural
Após a chegada à Casa Branca, a comitiva presidencial costuma assistir um Desfile Inaugural a partir de um palanque especialmente construído na altura do Gramado Norte da residência oficial. O desfile, que percorre 1,5 milha da Avenida Pensilvânia, é performado tanto por civis como por militares das forças armadas estadunidenses de todos os cinquenta estados da federação. A origem desta tradição está ligada também à figura de Thomas Jefferson, que desfilou a cavalo pela Avenida Pensilvânia acompanhado por um grupamento de marinheiros do Arsenal de Marinha de Washington. Eventualmente, a prática evoluiu para um desfile com honras militares. Contudo, a posse de 1829 de Andrew Jackson causou uma superlotação na Casa Branca por conta do grande número de simpatizantes do novo governo. Em 1885, durante a posse de Grover Cleveland, a comitiva presidencial revistou às tropas após o juramento de posse. O Desfile Inaugural de 1953, no entanto, foi maior já organizado até os dias atuais, tendo contado com mais de 26 mil desfilantes e público de mais de 60 mil espectadores.

### Serviço de oração
A tradição de um serviço religioso após a posse remonta a George Washington e desde a posse de Franklin Roosevelt, o serviço de oração ocorre na Catedral Nacional de Washington. Entretanto, o serviço difere da "Prece Inaugural", outra tradição iniciada por Washington, quando os bispos metodistas Francis Asbury e Thomas Coke e o pastor John Dickins oraram pelo presidente em Nova Iorque. Esta última tradição foi resumida em 1985, mas permanece através do Comitê Inaugural de Oração.

### Segurança
A segurança provida durante as celebrações da posse presidencial são coordenadas pelo Serviço Secreto dos Estados Unidos e o Departamento de Segurança Interna em cooperação com Polícia do Capitólio, Polícia de Parques, e o Departamento de Polícia do Distrito de Colúmbia. As agência policiais federais eventualmente colaboram em algumas medidas de segurança.

## Comparação de cerimônias
| Data                  | Presidente             | Local                        | Juramento conduzido por | Documento                                                       | Nota(s) |
| --------------------- | ---------------------- | ---------------------------- | ----------------------- | --------------------------------------------------------------- | ------- |
| 30 de abril de 1789   | George Washington      | Federal Hall                 | Robert Livingston       | "Bíblia de Washington"                                          |         |
| 4 de março de 1793    | George Washington      | Congress Hall                | William Cushing         |                                                                 |         |
| 4 de março de 1797    | John Adams             | Congress Hall                | Oliver Ellsworth        |                                                                 |         |
| 4 de março de 1801    | Thomas Jeferson        | Capitólio dos Estados Unidos | John Marshall           |                                                                 |         |
| 4 de março de 1805    | Thomas Jeferson        | Capitólio dos Estados Unidos | John Marshall           |                                                                 |         |
| 4 de março de 1809    | James Madison          | Capitólio dos Estados Unidos | John Marshall           |                                                                 |         |
| 4 de março de 1813    | James Madison          | Capitólio dos Estados Unidos | John Marshall           |                                                                 |         |
| 4 de março de 1817    | James Monroe           | Capitólio dos Estados Unidos | John Marshall           |                                                                 |         |
| 4 de março de 1821    | James Monroe           | Capitólio dos Estados Unidos | John Marshall           |                                                                 |         |
| 4 de março de 1825    | John Quincy Adams      | Capitólio dos Estados Unidos | John Marshall           | Livro de leis                                                   |         |
| 4 de março de 1829    | Andrew Jackson         | Capitólio dos Estados Unidos | John Marshall           |                                                                 |         |
| 4 de março de 1833    | Andrew Jackson         | Capitólio dos Estados Unidos | John Marshall           |                                                                 |         |
| 4 de março de 1837    | Martin Van Buren       | Capitólio dos Estados Unidos | Roger B. Taney          | Bíblia                                                          |         |
| 4 de março de 1841    | William Henry Harrison | Capitólio dos Estados Unidos | Roger B. Taney          |                                                                 |         |
| 6 de abril de 1841    | John Tyler             | Capitólio dos Estados Unidos | William Cranch          |                                                                 |         |
| 4 de março de 1845    | James K. Polk          | Capitólio dos Estados Unidos | Roger B. Taney          |                                                                 |         |
| 4 de março de 1849    | Zachary Taylor         | Capitólio dos Estados Unidos | Roger B. Taney          |                                                                 |         |
| 10 de julho de 1850   | Millard Fillmore       | Capitólio dos Estados Unidos | William Cranch          |                                                                 |         |
| 4 de março de 1853    | Franklin Pierce        | Capitólio dos Estados Unidos | Roger B. Taney          | Livro de leis                                                   |         |
| 4 de março de 1857    | James Buchanan         | Capitólio dos Estados Unidos | Roger B. Taney          |                                                                 |         |
| 4 de março de 1861    | Abraham Lincoln        | Capitólio dos Estados Unidos | Roger B. Taney          | "Bíblia de Abraham Lincoln"                                     |         |
| 20 de janeiro de 2001 | George W. Bush         | Capitólio dos Estados Unidos | William Rehnquist       | Bíblia                                                          |         |
| 20 de janeiro de 2005 | George W. Bush         | Capitólio dos Estados Unidos | William Rehnquist       | Bíblia                                                          |         |
| 20 de janeiro de 2009 | Barack Obama           | Capitólio dos Estados Unidos | John G. Roberts         | "Bíblia de Abraham Lincoln"                                     |         |
| 21 de janeiro de 2013 | Barack Obama           | Capitólio dos Estados Unidos | John G. Roberts         | "Bíblia de Abraham Lincoln" "Bíblia de Martin Luther King, Jr." |         |
| 20 de janeiro de 2017 | Donald J. Trump        | Capitólio dos Estados Unidos | John G. Roberts         | "Bíblia de Abraham Lincoln"                                     |         |
| 20 de janeiro de 2021 | Joseph R. Biden        | Capitólio dos Estados Unidos | John G. Roberts         | Bíblia                                                          |         |